# Sport Vereniging Transvaal
Lo Sport Vereniging Transvaal (in italiano Associazione Sportiva Transvaal), è una squadra di calcio della città di Paramaribo, capitale del Suriname. Fu fondata il 15 gennaio del 1921 e gioca le sue partite casalinghe nello stadio André Kamperveen, lo stadio nazionale, che condivide con i rivali del Robinhood.

## Storia
Nel primo campionato nazionale (1924) il club vinse la Tweede Klasse, ottenendo la promozione in Hoofdklasse, che vinse al primo tentativo nel 1925. Da allora sono stati ben 19 i successi nel massimo campionato nazionale, l'ultimo dei quali nella stagione 1999-2000. Inoltre, i Transie hanno conquistato tre volte la Coppa nazionale e due volte (1997 e 2008) la Supercoppa. È la seconda squadra del Suriname per trofei, 26, ma la prima per trofei Internazionali. 
Il Transvaal è l'unica squadra del Suriname ad essere diventata campione continentale, conquistando la Coppa dei Campioni CONCACAF in ben due occasioni: nel 1973, a tavolino per il ritiro delle altre squadre qualificate per la fase finale; e nel 1981, sconfiggendo in finale l'Atlético Marte per 2-1 (1-0 e 1-1), in due partite giocate al Kamperveenstadion. La finale decisiva si giocò il 2 febbraio 1982.

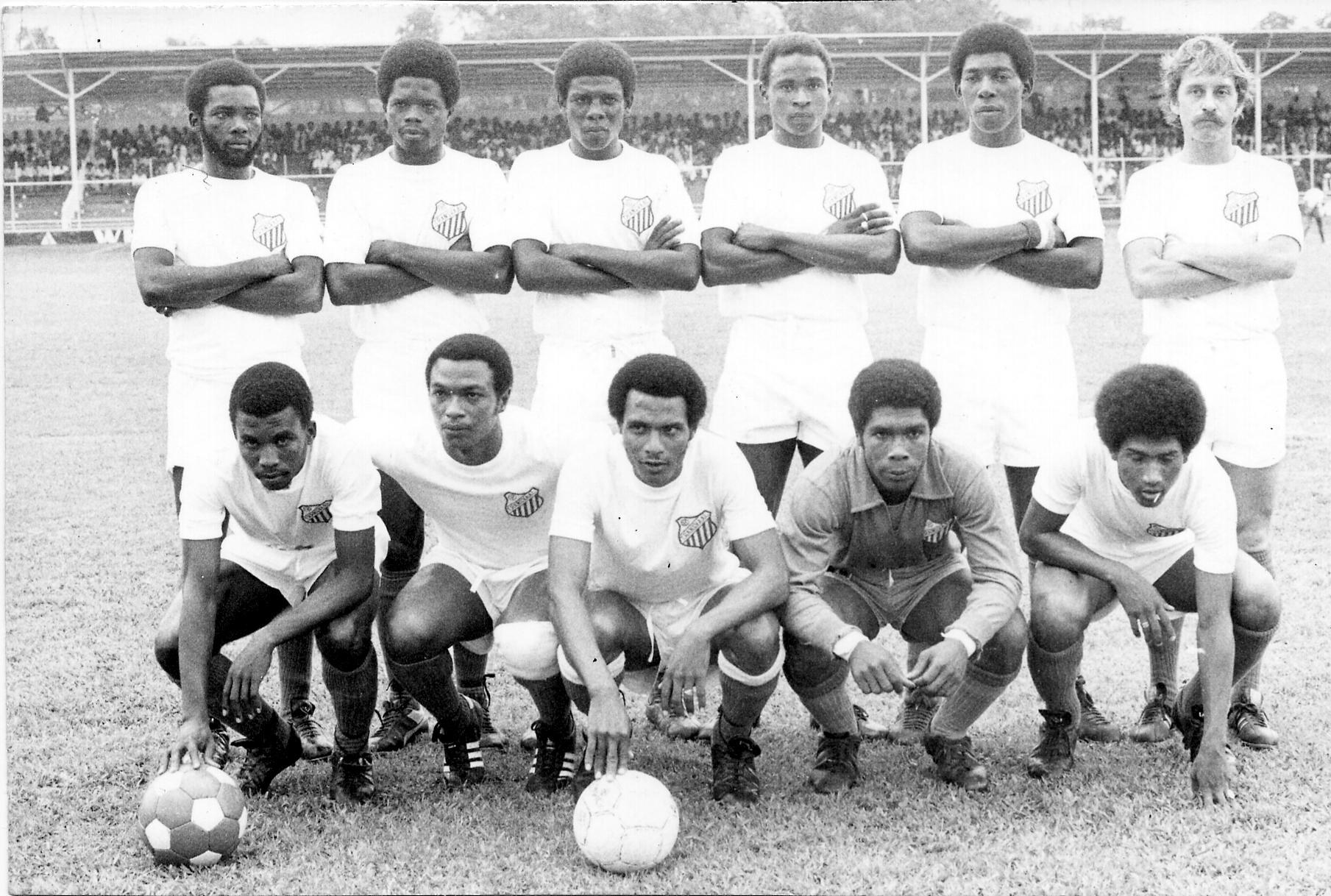
La formazione della stagione 1975-1976, finalista di Coppa dei Campioni CONCACAF

## Palmarès

### Competizioni nazionali
- Campionato del Suriname: 19

1925, 1937, 1938, 1950, 1951, 1962, 1965, 1966, 1967, 1968, 1969, 1970, 1973, 1974, 1990, 1991, 1996, 1997, 2000
- Coppa del Suriname: 3

1996, 2002, 2008
- Supercoppa del Suriname: 2

1994, 2008

### Trofei internazionali
- CONCACAF Champions' Cup: 2

1973, 1981

### Altri piazzamenti
- SVB Beker:

Finalista: 1997
- CONCACAF Champions' Cup:

Finalista: 1974, 1975, 1986
Semifinalista: 1968